# 林祥太
林祥太（はやし しょうた、1995年2月24日 - ）は、京都府出身のサッカー選手。ポジションはミッドフィールダー/フォワード。

## 来歴
京都府出身の選手で、足元の技術と視野の広さに自信を持つ選手。久御山高校時代にはU-17日本代表候補に選出され、NIKEの国際スカウティング企画であるTHE CHANCEのジャパンファイナルに選出された経歴がある。
2017年1月5日、ロアッソ熊本への加入が発表された。同シーズンは清川監督に評価され出番を掴んだが、監督交代後の出場機会は限定的であり、2018年シーズンをもって契約満了となり退団した。同年12月12日、フクダ電子アリーナで行われたJリーグ合同トライアウトに出場。
2019年3月14日、アルテリーヴォ和歌山への加入が発表された。
2020年12月19日、アルテリーヴォ和歌山からの退団を発表。
2021年2月26日、おこしやす京都ACへの加入が発表された。
2023年12月28日、東邦チタニウムサッカー部への加入が発表された。

## 所属クラブ
- 山田荘SC
- ソレステレージャ奈良2002
- 京都府立久御山高等学校
- 国士舘大学
- 2017年 - 2018年  ロアッソ熊本
- 2019年 - 2020年  アルテリーヴォ和歌山
- 2021年 - 2023年  おこしやす京都AC
- 2024年 -  東邦チタニウムサッカー部

## 個人成績
| 国内大会個人成績 | 国内大会個人成績 | 国内大会個人成績 | 国内大会個人成績 | 国内大会個人成績 | 国内大会個人成績 | 国内大会個人成績 | 国内大会個人成績 | 国内大会個人成績 | 国内大会個人成績 | 国内大会個人成績 | 国内大会個人成績 |
| 年度             | クラブ           | 背番号           | リーグ           | リーグ戦         | リーグ戦         | リーグ杯         | リーグ杯         | オープン杯       | オープン杯       | 期間通算         | 期間通算         |
| 年度             | クラブ           | 背番号           | リーグ           | 出場             | 得点             | 出場             | 得点             | 出場             | 得点             | 出場             | 得点             |
| 日本             | 日本             | 日本             | 日本             | リーグ戦         | リーグ戦         | リーグ杯         | リーグ杯         | 天皇杯           | 天皇杯           | 期間通算         | 期間通算         |
| ---------------- | ---------------- | ---------------- | ---------------- | ---------------- | ---------------- | ---------------- | ---------------- | ---------------- | ---------------- | ---------------- | ---------------- |
| 2017             | 熊本             | 28               | J2               | 16               | 1                | -                | -                | 1                | 0                | 17               | 1                |
| 2018             | 熊本             | 28               | J2               | 3                | 0                | -                | -                | 0                | 0                | 3                | 0                |
| 2019             | 和歌山           | 9                | 関西1部          | 14               | 2                | -                | -                | 2                | 1                | 16               | 3                |
| 2020             | 和歌山           | 9                | 関西1部          | 0                | 0                | -                | -                | 2                | 2                | 2                | 2                |
| 2021             | お京都           | 11               | 関西1部          | 9                | 0                | -                | -                | 2                | 1                | 11               | 1                |
| 2022             | お京都           | 11               | 関西1部          | 13               | 1                | -                | -                | -                | -                | 13               | 1                |
| 2023             | お京都           | 10               | 関西1部          | 13               | 0                | -                | -                | -                | -                | 13               | 0                |
| 2024             | 東チタ           | 23               | 関東1部          | 2                | 0                | -                | -                | -                | -                | 2                | 0                |
| 通算             | 日本             | 日本             | J2               | 19               | 1                | -                | -                | 1                | 0                | 20               | 1                |
| 通算             | 日本             | 日本             | 関東1部          | 2                | 0                | -                | -                |                  |                  | 2                | 0                |
| 通算             | 日本             | 日本             | 関西1部          | 49               | 3                | -                | -                | 6                | 4                | 55               | 7                |
| 総通算           | 総通算           | 総通算           | 総通算           | 70               | 4                | -                | -                | 7                | 4                | 77               | 8                |

- Jリーグ初出場 - 2017年3月12日 J2 第3節 モンテディオ山形戦 (えがお健康スタジアム)
- Jリーグ初得点 - 2017年5月28日 J2 第16節 水戸ホーリーホック戦 (えがお健康スタジアム)

## 代表歴
- U17日本代表候補
- 2019年：国民体育大会和歌山県代表